# AS Serpentis
AS Serpentis (AS Ser / AN 42.1935) és un estel variable en la constel·lació del Serpent. Es localitza a la regió de Serpens Caput, el cap de la serp, entre ψ Serpentis i 10 Serpentis. La seva distància al Sistema Solar és de 1154 ± 17 anys llum.
AS Serpentis és un estel binari les components del qual estan tan properes que gairebé arriben a tocar-se, compartint la seva capa exterior de gas. Omplin el 99 % dels seus lòbuls de Roche, per la qual cosa pràcticament constitueix un binari de contacte. La component principal té tipus espectral F2 i una temperatura aproximada de 7000 K. La seva massa és un 50 % major que la del Sol i el seu radi un 53 % major que la d'aquest, brillant amb una lluminositat 5 vegades major que la lluminositat solar. L'estel acompanyant té la meitat de massa que el Sol i el seu radi equival al 90 % del radi solar. D'acord amb la seva massa, aquest és un estel de tipus M0, si bé, amb 1/3 de la lluminositat del Sol, és massa lluminós per al seu tipus espectral. La velocitat de rotació d'aquest binària és 55 vegades major que la del Sol.
El període orbital del sistema és de 0,4659 dies (11,18 hores), i AS Serpentis està classificat com un binari eclipsant. La seva lluentor fluctua entre una magnitud aparent d'+11,40 a +12,00, i existeix un eclipsi principal i un eclipsi secundari, que s'hi corresponen amb una caiguda en la lluentor de 0,26 magnituds per al primer i 0,10 magnituds per al segon. A més s'ha observat que el període orbital no és constant, sinó que oscil·la; l'amplitud d'aquesta oscil·lació és de 0,0049 dies al llarg d'un període de 11,8 anys. Això pot deure's a cicles d'activitat magnètica d'ambdós components o a la presència d'un tercer cos no detectat. En aquesta última hipòtesi, el tercer cos, de 0,28 masses solars, seria un nan vermell de tipus M5V si fóra un estel de la seqüència principal i orbitara a una distància de 5,93 ua de la binària propera.